# Deszk
Deszk é um município da Hungria, situado no condado de Csongrád-Csanád. Tem 52,05 km² de área e sua população em 2019 foi estimada em 3.461 habitantes.